# Hexanematichthys henni
Hexanematichthys henni är en fiskart som beskrevs av Fisher och Eigenmann 1922. Hexanematichthys henni ingår i släktet Hexanematichthys och familjen Ariidae. Inga underarter finns listade i Catalogue of Life.